# David Vetter
David Phillip Vetter (21 de septiembre de 1971 - 22 de febrero de 1984) fue un niño estadounidense con inmunodeficiencia combinada grave (IDCG), una enfermedad hereditaria que debilita drásticamente el sistema inmunitario. Las personas que nacen con IDCG son anormalmente susceptibles a las infecciones, y la exposición a patógenos normalmente inocuos puede ser mortal. Los medios de comunicación se refirieron a Vetter como "David, el niño burbuja", en alusión al complejo sistema de contención utilizado para tratar su inmunodeficiencia. El apellido de Vetter no se reveló al público en general hasta diez años después de su muerte para preservar la intimidad de su familia.
En sus primeros años de vida, vivió principalmente en el Hospital de Niños de Houston, Texas. A medida que crecía, vivía cada vez más en casa con sus padres y su hermana mayor Katherine en Dobbin. Murió en 1984 a la edad de 12 años.